# Sweatshop
Sweatshop (nebo sweat factory) je pejorativní označení podniku, který pravidelně porušuje pracovněprávní předpisy. Dělníci zde pracují za nízké mzdy a v nebezpečných podmínkách. Lze použít i výraz „chronický“ porušovatel pracovněprávních předpisů nebo vícenásobný porušovatel pracovněprávních předpisů. Nejčastější porušené předpisy se týkají výše minimální mzdy, přesčasů, dětské práce. Nevládní reformní organizace tuto definici také rozšiřují na práci pod dohledem surových nadřízených a práci, kde je upřena možnost si vzít nemocenské volno nebo dovolenou. 
Termín sweatshop je především spojen s textilním a oděvním průmyslem.

## Historie
Termín „sweatshop“ je původně městské označení nákladnického systému.
Obydlí zároveň plnilo funkci pracoviště a mnohdy zapojovalo činnost celé rodiny. Toto spojení s sebou neslo snížení životní úrovně a závažná zdravotní rizika. S nástupem průmyslové revoluce se výroba přesunula do továren. Existence přilehlých ubytoven ovšem stále vyloučila striktní oddělení práce a domova. Tovární výroba s sebou přinesla nová rizika, jako práci v blízkosti strojů. Elektrifikace výroby zvýšila riziko požáru. Nové továrny sice splňovaly stavební předpisy, které ale stále nedostatečně snižovaly pracovní rizika. Zejména nové vícepatrové budovy výrazně znesnadňovaly likvidaci požáru. V novém prostředí byli dělníci vystaveni zvýšenému týrání z řad zaměstnavatelů. Konverzace mezi zaměstnanci byla zakázána. V pracovní době byl vchod uzamčen.
Rozvoj fotografie a žurnalistiky umožnil lepší poznání pracovních podmínek dělnické třídy. Vyšla řada publikací s dělnickou tematikou. Pokus zlepšit pracovní podmínky dělníků s sebou nesl i negativní aspekty, například likvidaci bydliště v rámci asanace.
Organizovaná společenství zasazujících se o zlepšení pracovních podmínek začala vznikat až ke konci 19. století. Navzdory reformám v roce 1911 došlo k požáru v továrně Triangle Shirtwaist, který si vyžádal 146 obětí.
V sedmdesátých letech se textilní výroba ve Spojených státech přesunula do jižních států a v osmdesátých letech do Latinské Ameriky.    
Začátkem devadesátých let 20. století konkurenční tlaky maloobchodníků na výrobce vedly k vzniku nových sweatshopů v textilním a oděvním průmyslu. Rozvoj elektronické komunikace zpřístupnil výrobcům efektivní řízení výroby v místech s nižší mzdou. Uzavření vlastních pracovišť pak umožnilo přenést právní odpovědnost za pracovní podmínky na subdodavatele. Tento rozvoj v zemích subdodavatelů zpravidla nevedl k vzniku dalších podniků, ale rozvoji již těch existujících. Snadnost, se kterou bylo a je možné přesunout výrobní operace dává firmám lepší pozici při vyjednávání se zaměstnanci a odbory.

## Anti sweatshop hnutí
Počátkem devadesátých let 20. století se protestní kampaně proti sweatshop zaměřily primárně na pracovní podmínky v Indonésii. Americké firmy jako Nike, Adidas a Reebok využívaly místní pracovní sílu skrze japonské, korejské a tchajwanské prostředníky. Veřejný zájem o tuto problematiku vzbudila série odhalení v první polovině devadesátých let. Studentská hnutí a protesty udržely zájem médií. Výskyt článků s tematikou dětské práce se zdvihl o 400 %. Počet článků o sweatshopech narostl o 300 %.
Hrozba zrušení výhodných exportních tarifů se Spojenými státy donutila indonéskou vládu zvýšit minimální mzdu. V reakci na tuto událost se velká část výroby přesunuta do okolních států, jako je Čína, Vietnam a Kambodža. V roce 2010 se Čína a Vietnam stali největšími výrobci značky Nike. Anti Sweatshop hnutí dnes řeší problém, jak zlepšit životní podmínky dělníků, bez podnícení masivního uzavření továren.

## Sweatshop a média
V roce 2014 vznikla norská reality show „Sweatshop“, dokumentující zážitky módních blogerů v oděvní továrně v Kambodži. 